# Bryan González Oliván
Bryan Alonso González Oliván (Ciudad Juárez, Chihuahua, 10 de abril de 2003) es un futbolista mexicano que juega como  lateral izquierdo en el Club Deportivo Guadalajara  de la Primera División de México. Entrenó en la Academia de Fútbol de Pachuca (CECAF) ubicada en Ciudad Juárez, Chihuahua.

## Trayectoria

### Club de Fútbol Pachuca
Debutó, profesionalmente, en la victoria 0-2 del Club de Fútbol Pachuca sobre el Club Tijuana el día 30 de octubre de 2020.

## Selección nacional

### Juvenil
Formó parte de la escuadra sub-17 que participó en el Campeonato Sub-17 de la Concacaf de 2019, anotando dos goles, donde México ganó la competencia. También participó en la Copa Mundial de Fútbol Sub-17 de 2019, donde México terminó subcampeón.
González Oliván fue convocado a la selección sub-20 por Luis Ernesto Pérez para participar en la Revelations Cup 2021, presentándose en tres partidos, donde México ganó la competencia.

## Estadísticas
Actualizado al último partido jugado el 4 de octubre de 2024.
| Pachuca · México                    | 1.ª           | 2020-21       | 6  | 0 | ― | ― | ― | ― | 6  | 0 |
| Pachuca · México                    | 1.ª           | 2021-22       | 21 | 2 | ― | ― | ― | ― | 21 | 2 |
| Pachuca · México                    | 1.ª           | 2022-23       | 9  | 0 | ― | ― | ― | ― | 9  | 0 |
| Pachuca · México                    | 1.ª           | 2023-24       | 23 | 4 | ― | ― | 7 | 1 | 30 | 5 |
| Pachuca · México                    | 1.ª           | 2024-25       | 10 | 0 | ― | ― | 2 | 0 | 12 | 0 |
| Pachuca · México                    | Total club    | Total club    | 69 | 6 | 0 | 0 | 9 | 1 | 78 | 7 |
| Total carrera                       | Total carrera | Total carrera | 69 | 6 | 0 | 0 | 9 | 1 | 78 | 7 |
| (1)Incluye datos de la Copa México. |               |               |    |   |   |   |   |   |    |   |